# فهرست قنات‌های شهرستان اهواز
جدول زیر براساس آمار وزارت جهاد کشاورزی تهیه شده‌است. فهرست زیر قنات‌های شهرستان اهواز در استان خوزستان را نشان می‌دهد.
| نام قنات | موقعیت                        | نزدیک‌ترین روستا | طول قنات (متر) | تعداد میله چاه | عمق مادر چاه | دبی (لیتر بر ثانیه) | سطح زیر کشت (هکتار) |
| -------- | ----------------------------- | --------------- | -------------- | -------------- | ------------ | ------------------- | ------------------- |
| مشرفه ۲  | بخشی نامعلوم در شهرستان اهواز | نامعلوم         | ۰٫۲۵           | ۰              | ۰            | ۰                   | ۵۰                  |